# Kreisgericht Delitzsch (Preußen)
Das Kreisgericht Delitzsch war von 1849 bis 1879 ein preußisches Kreisgericht mit Sitz in Delitzsch. 

## Geschichte
Die „Verordnung über die Aufhebung der Privatgerichtsbarkeit und des eximierten Gerichtsstandes sowie über die anderweitige Organisation der Gerichte“ vom 2. Januar 1849 hob dann auch die Patrimonialgerichtsbarkeit auf. Gleichzeitig wurde das Appellationsgericht Naumburg geschaffen, dem Kreisgerichte, darunter das Kreisgericht Delitzsch zugeordnet waren. Sein Sprengel umfasste:
| Sprengel | Gerichtseingesessene 1849 |
| --- | ------------------------- |
| Der Kreis Delitzsch ohne die Teile, die dem Kreisgericht Eilenburg zugeordnet waren                          | 24.602                    |
| Der Kreis Bitterfeld ohne die Teile, die den Kreisgerichten Halle, Eilenburg und Wittenberg zugeordnet waren | 28.610                    |
| Summe | 53.112                    |

Gerichtskommissionen wurden in Bitterfeld und Zörbig eingerichtet.
Mit den Reichsjustizgesetzen wurden die Gerichte im Deutschen Reich vereinheitlicht. Das Kreisgericht Delitzsch wurde 1879 aufgehoben. Neu eingerichtet wurde nun das Amtsgericht Delitzsch im Bezirk des Landgerichtes Halle.

## Gerichtskommission Zörbig

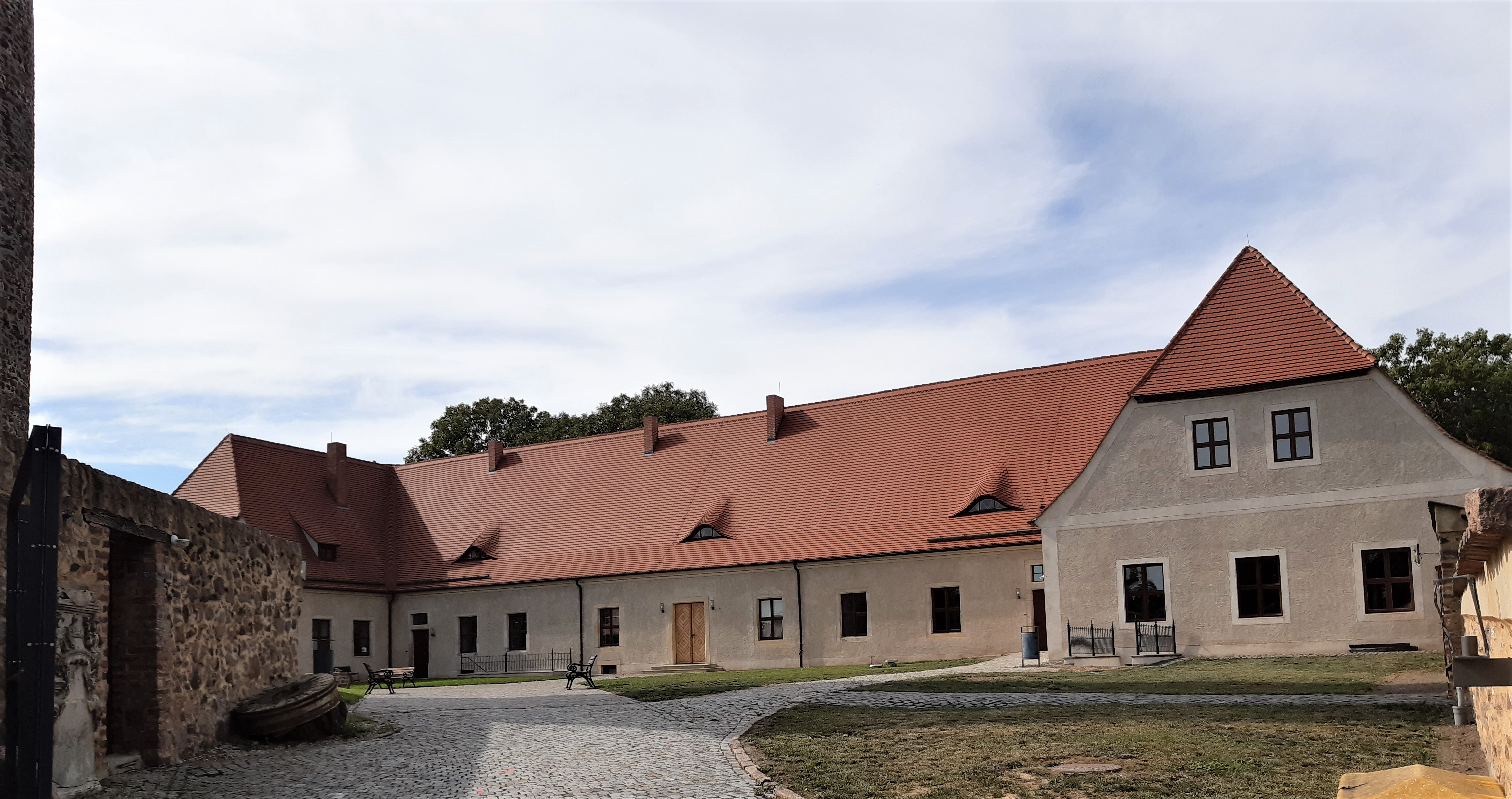
Hauptgebäude Schloss Zörbig, Sitz der Gerichtskommission Zörbig

Die Gerichtskommission Zörbig war für die Stadt Zörbig sowie die Orte Drobitz, Grötz, Göttnitz, Hinsdorf, Kütten, Löbersdorf, Löberitz, Möhlau, Mößlitz, Möst bei Ostrau, Ostrau, Pösigk, Prußendorf, Repau, Rieda, Rodigkau, Spören, Schrenz, Stumsdorf, Siegelsdorf, Tannepöls, Werben, Werderthau und Zöberitz zuständig. Dieser Sprengel umfasste 1849 8.061 Gerichtseingesessene. 1879 wurde die Gerichtskommission aufgehoben und das Amtsgericht Zörbig gebildet.
Die Gerichtskommission Zörbig hatte seinen Sitz (wie später auch das Amtsgericht Zörbig) in Schloss Zörbig.

## Gerichtskommission Bitterfeld
Die Gerichtskommission Bitterfeld war für zwei Gerichtsbezirke zuständig. Dieser Sprengel umfasste 1849 zusammen 13.039 Gerichtseingesessene. 1879 wurde die Gerichtskommission aufgehoben und das Amtsgericht Bitterfeld gebildet.
Der erste Gerichtsbezirk umfasste die Stadt Bitterfeld und die Orte Crina, Greppin, Gröbern, Golpa, Mühlbeck, Poplitz, Plodda, Schlaitz und Schmerz.
Der zweite Gerichtsbezirk umfasste die Orte Altjeßnitz, Altpouch, Burgleumitz, Capelle, Friedersdorf, Großmöhlau, Goßa, Muldenstein, Möst bei Schierau, Neupouch, Priorau, Reuden, Rödgen, Salzfurth, Schierau, Schlöna, Thalheim, Wolfen und Zschepkau.